# Fisolo
Fisolo est une île de la lagune de Venise située au sud du centre historique, en face du port de Malamocco sur le canal Re di Fisolo. L'île a une superficie de 4,76 hectares. C'est la seule des huit anciennes îles du lagon dont les défenses militaires sont encore visibles.

## Histoire
Vers la fin de la République de Venise, l'île a été transformée en l'une des huit forteresses constituant le système de défense de la lagune de Venise (it) pour la protéger des assaillants. Les autres forteresses, au côté de Fisolo, sont Campana, Ex Poveglia et Trezze se trouvant dans le sud de la lagune; Tessera (de), Carbonera, Campalto, Buel del Lovo et Batteria San Marco dans le centre et au nord de la lagune. 
En 1883, toutes les forteresses sont équipées de bastions, de casemates et de magasins de munitions. Au total, 573 canons protégeaient la lagune en 1859, dont trois sur Fisolo.
Pendant la Seconde Guerre mondiale des bunkers y ont été construits.
Vers 1990, à part le plan et la forme typique de la forteresse, presque rien n'a été conservé. En 1997, des parties des bâtiments ont été restaurées à l'initiative du Consorzio Venezia Nuova.
L'île est aujourd'hui une propriété privée.